# Березівка (притока Колими)
Березівка — річка в Росії, протікає територією Середньоколимського улусу Якутії, права притока річки Колими. Довжина — 517 км, площа водозбірного басейну — 24 800 км². Бере початок і протікає в межах юкагірського плоскогір'я. У басейні Березівки близько 2000 озер.
Середньорічна витрата води за 202 км від гирла становить 62,9 м³/с, найбільша (≈254 м³/с) припадає на травень і червень (дані спостережень із 1965 по 1998 рік). Замерзає в середині жовтня, скресає в кінці травня — початку червня.

## Дані водного реєстру
За даними державного водного реєстру Росії відноситься до Анадир-Колимського басейнового округу, річковий басейн річки — Колима, річковий підбасейн річки — Колима до впадання Омолона, водогосподарська ділянка річки — Колима від в/п м. Среднеколимськ до впадання р. Омолон.
Код об'єкту в державному водному реєстрі — 19010100512119000044030.

## Основні притоки
(відстань від гирла)
- 98 км: річка Літня (лв)
- 177 км: річка Битигинджа (Орто-Чісканнах) (лв)
- 206 км: річка Сівер (пр)
- 302 км: річка Лисяча (пр)
- 378 км: річка Супрі (пр)

## Цікаві факти
На березі річки Березівки у вічній мерзлоті був знайдений шерстистий мамонт. У 1901 році німецький зоолог Ойген В. Фіценмайер та його колега Отто Ф. Херзі, які брали участь в розкопках і реконструкції «Березівського мамонта», знайшли, що у звіра в роті зберігся пучок рослин, які мамонт почав жувати, прямо перед тим як впасти в глибоку ущелину і загинути. Збережені рослинні рештки визначили як Carex sp., Thymus serpillum, Papaver alpinum, Ranunculus acer, Gentiana sp. та Cypripedium sp. Циприпедіум зростав приблизно 30000 років тому (пізні джерела оцінюють його вік 8000-10000 років тому) — це найдавніша знахідка черевичка, про яку ми знаємо. Цитуючи Фізенмайера, угорський ботанік Реже Шоо припускав, що це був Cypripedium guttatum.

## література
- Географический энциклопедический словарь: Географические названия / Гл. ред А. Ф. Трёшников; Ред. кол.: Э. Б. Алаев, П. М. Алампиев, А. Г. Воронов и др. — М.: Сов. энциклопедия, 1983. — С. 60. — 538 с. — 100 000 экз.